# Gilmary M. Hostage

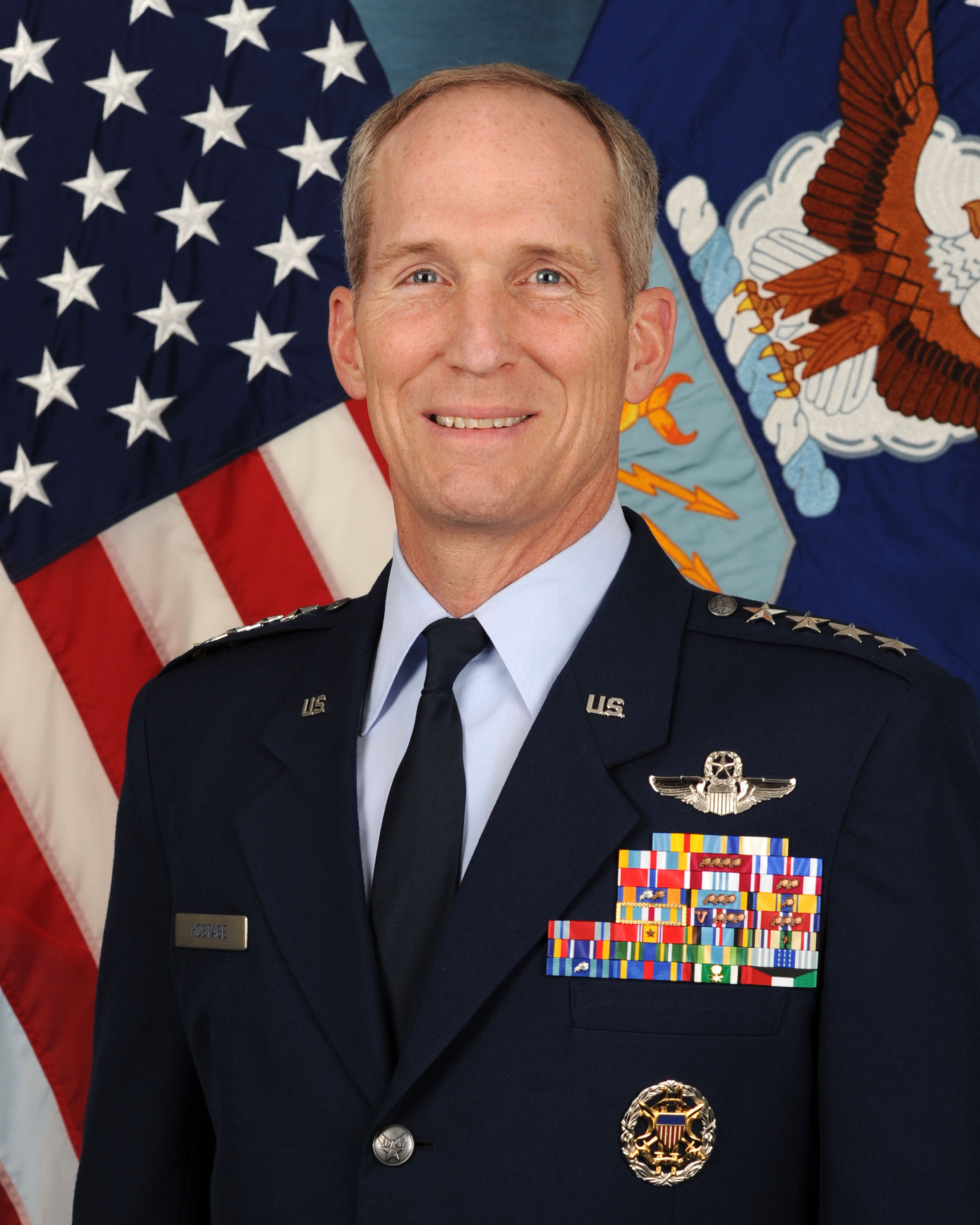
Gilmary Hostage (Oktober 2011)

Gilmary Michael “Mike” Hostage III. (* 29. April 1955 in Bethesda, Maryland) ist ein ehemaliger General der United States Air Force (USAF). Vom 13. September 2011 bis zum 4. November 2014 war er Befehlshaber des Air Combat Command (ACC), einem Hauptkommando der U.S. Air Force mit Sitz auf der Langley Air Force Base, Virginia.
Zuvor kommandierte er von August 2009 an die dem U.S. Central Command (USCENTCOM) unterstellten United States Air Forces Central (USAFCENT).

## Ausbildung und Karriere
Hostage wuchs in Bethesda, Maryland, auf, wo er eine jesuitische Privatschule besuchte und Mitglied eines Modellflugvereins war. Der Air Force trat er 1978 nach dem Ende eines Studiums an der Duke University in Durham, North Carolina, bei, das er mit einem Bachelor in Maschinenbau abgeschlossen hatte.
Als Pilot kam Hostage während seiner Karriere auf über 4000 Flugstunden auf den Mustern T-38, F-15A/B/C/D, F-16A/B/C/D/CJ, F-22, E-3B/C AWACS, T-6A und MC-12W.

## Dienst im Generalsrang

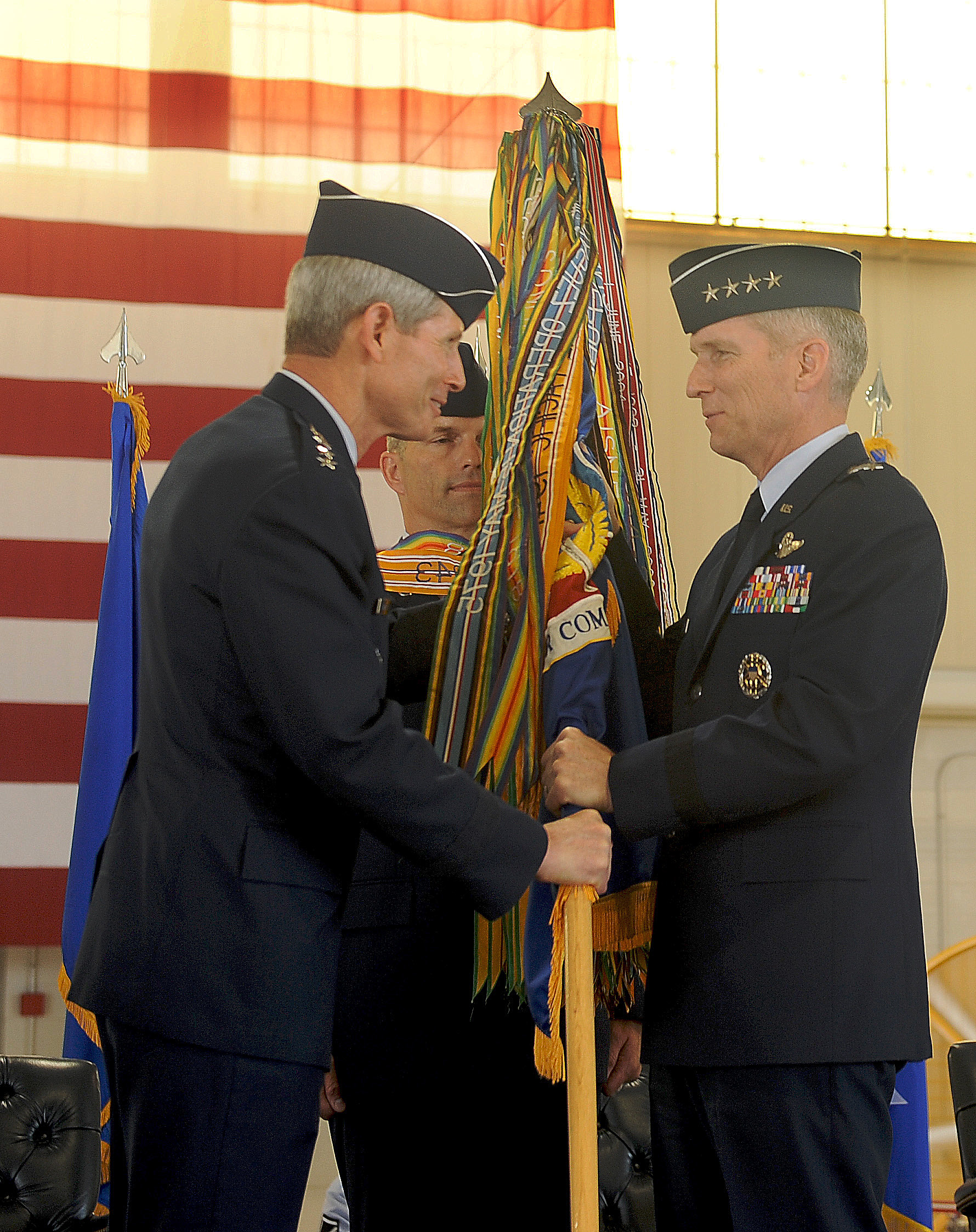
Hostage (rechts) mit dem damaligen Vorsitzenden des Generalstabs der USAF, General Norton A. Schwartz, während der Kommandoübergabe am ACC am 13. September 2011

Von Juli 2001 bis August 2002 kommandierte Hostage den 363rd Air Expeditionary Wing auf der Prince Sultan Air Base in Saudi-Arabien und wurde in dieser Funktion am 1. Januar 2002 zum Brigadegeneral befördert. Zurück in den Vereinigten Staaten folgten ein gut eineinhalbjähriges Kommando über den 552nd Air Control Wing auf der Tinker Air Force Base, Oklahoma, und eine Verwendung als Director of Plans and Programs im Hauptquartier des Air Education and Training Command (AETC) auf der Randolph Air Force Base, Texas. Ebenda diente er von Oktober 2004 an als Director of Intelligence and Air, Space and Information Operations (A2/3), ab August 2005 im Range eines Generalmajors.
Zwischen Juni 2006 und März 2008 fungierte er als Director of Requirements and Integration (J8) im U.S. Joint Forces Command, Virginia, anschließend bis August 2009 als stellvertretender Befehlshaber der Pacific Air Forces (PACAF) auf der Joint Base Pearl Harbor-Hickam, Hawaii, bevor er unter Beförderung zum Generalleutnant zu den United States Air Forces Central versetzt wurde, wo er für die Streitkräfte der USAF in Vorderasien verantwortlich war.
Am 13. September 2011 trat Hostage schließlich die Nachfolge von William M. Fraser als Befehlshaber des Air Combat Command an; seine Beförderung zum General erfolgte am selben Tag.
Am 4. November 2014 übergab Hostage das Kommando über das ACC an General Herbert J. Carlisle und trat nach 37 Jahren im Militärdienst in den Ruhestand.

## Beförderungen
| Rang               | Datum              |
| ------------------ | ------------------ |
| Second Lieutenant  | 7. November 1977   |
| First Lieutenant   | 7. November 1979   |
| Captain            | 7. November 1981   |
| Major              | 1. März 1987       |
| Lieutenant Colonel | 1. April 1990      |
| Colonel            | 1. Februar 1994    |
| Brigadier General  | 1. Januar 2002     |
| Major General      | 1. August 2005     |
| Lieutenant General | 5. August 2009     |
| General            | 13. September 2011 |

## Auszeichnungen
Auswahl der Dekorationen, sortiert in Anlehnung an die Order of Precedence of Military Awards:
- Defense Distinguished Service Medal
- Air Force Distinguished Service Medal
- Defense Superior Service Medal
- Legion of Merit mit vierfachem Eichenlaub
- Distinguished Flying Cross
- Bronze Star
- Meritorious Service Medal mit zweifachem Eichenlaub
- Air Force Commendation Medal mit Eichenlaub
- Joint Meritorious Unit Award
- Combat Readiness Medal mit Eichenlaub
- National Defense Service Medal mit bronzenem Stern
- Armed Forces Expeditionary Medal
- Southwest Asia Service Medal mit bronzenem Stern
- Kuwait Liberation Medal (Saudi-Arabien)
- Kuwait Liberation Medal (Kuwait)